# Urban Majewski
Urban Majewski (ur. 6 czerwca 1818 w Hajsynie, zm. 15 marca 1872 w Warszawie) – strażak, naczelnik Warszawskiej Straży Ogniowej.

## Życiorys
Urodził się 6 czerwca 1818 w Hajsynie, mieście powiatowym, w niezamożnej rodzinie. Wcześnie osierocony przez rodziców, w 16 roku życia wstępuje do służby wojskowej. Pełniąc służbę wojskową w 1863 doszedł do stopnia pułkownika.
W 1861 zostaje mianowany dowódcą warszawskiej straży ogniowej. Daje się poznać jako ofiarny strażak, nie szczędzący zdrowia dla ratowania mienia mieszkańców miasta. W kierowaniu powierzoną mu jednostką starał się o jej jak najlepsze działanie. Dzięki jego staraniom w 1864 zakupiono w Anglii dwie sikawki parowe i w dwa lata później warszawska firma Lilpop i Rau dostarczyła jeszcze jedną taką maszynę.
Był inicjatorem wprowadzenia usprawnień i urządzeń w działaniu straży pożarnych takich jak: sznury z węzłami, worki do spuszczania się na dół, płachty do skakania z wysokości, aparaty tlenowych do oddychania w dymie.
Żonaty z Antoniną z domu Karlowicz, mieli razem dwie córki i trzech synów.
Na początku marca 1872 uległ wypadkowi w trakcie akcji gaśniczej w Warszawie  i zmarł dnia 15 marca 1872. Pochowany został na warszawskich Powązkach (kwatera 180-3-1,2,3).